# Theodor Robert Leuschner
Theodor Robert Leuschner (Morgenröthe, nu: Muldenhammer, 8 april 1878 – 6 mei 1959) was een Duits componist en dirigent.

## Levensloop
Leuschner studeerde muziek bij Georg Riemenschneider (1848-1913) en Martin Grabert (1868-1951). Hij was van 1901 tot 1908 kapelmeester bij diverse militaire muziekkapellen. Na de Eerste Wereldoorlog werkte hij als freelance componist en dirigent van verschillende orkesten en ensembles.
Hij schreef werken voor orkest, harmonieorkest en filmmuziek. 

## Composities

### Werken voor orkest
- 1909 Fantasie über's Mailüfterl, voor trompet (solo) (of kornet) en orkest (of piano)
- 1912 Der Blitzkomponist, grote wals voor orkest
- 1920 Wolgageister, grote fantasie over Slavische motieven
- 1921 Eisblumen, selectie over Russische melodieën
- 1922 Russische Ostern, symfonisch gedicht
- 1922 Verschneit, verweht, serenade
- 1929 Die Marsrakete, galop, op. 46
- 1929 Fasching-Ouverture, op. 49
- 1929 Mamsell Unnütz, vrolijke ouverture, op. 50
- 1929 Hokuspokus, ouverture, op. 51
- 1930 Altberliner Leierkasten, groot walsen potpourri voor orkest
- 1930 Friedemann Bach-Suite, in 4 delen, op. 55
  1. Im Brühl'schen Haus
  2. Versunkenes Grab
  3. Der alte Musikant
  4. Dresdner Karneval 1745
- 1930 Jubelnder Sommer, suite, op. 56
  1. Sonnenmeer
  2. Flüchtendes Reh
- 1930 Heidezauber, romance voor orkest
- 1930 Letzte Runde, galop voor orkest
- 1932 Jetzt wird's gemütlich,  vrolijk potpourri
- 1937 Der fröhliche Wald, ouverture
- 1939 Die Heide ruft, suite in 3 delen
- 1939 Reisefieber, ouverture
- 1940 Von dem Berge rauscht ein Wasser, mars over het gelijknamige soldatenlied voor orkest
- Alt Russland
- Aus vergilbten Blättern
- Chinesisches Märchen, symfonisch gedicht
- "Die Mamaloi" Suite
- Europäisches Ballett, symfonische dansfantasie
- Exotische Suite
- Fahrend Volk
- Musik im Burghof, marsintermezzo
- Stafettenläufer, galop
- Zwischen Don und Dniestr, Russisch intermezzo

### Werken voor harmonieorkest
- 1932 Mein Regiment, mein Vaterland - Soldatenliedermarsch über das gleichnamige Lied und über den Kehrreim "Mein Nam' ist Ann'marie"
- 1935 Matrosen auf See (Jetzt geht es an Bord), mars
- 1936 Mazurka-Fantasie
- 1943 Deutsche Herzen, mars
- Drei Lilien, marslied

### Vocale muziek

#### Liederen
- 1930 Altberliner Leierkasten, groot walsen potpourri voor zangstem en piano